# Krivoklát
Krivoklát (hongrois : Széppatak) est un village de Slovaquie situé dans la région de Trenčín.

## Histoire
La première mention écrite du village date de 1439.

## Démographie

### Évolution de la population
| Année:               | 1994. | 2004.    | 2014.    | 2024.   |
| -------------------- | ----- | -------- | -------- | ------- |
| Nombre de personnes: | 327   | 288      | 250      | 218     |
| Différence:          |       | -11,92 % | -13,19 % | -12,8 % |

| Année:               | 2023. | 2024.   |
| -------------------- | ----- | ------- |
| Nombre de personnes: | 219   | 218     |
| Différence:          |       | -0,45 % |